# Stefan Pfeiffer
Stefan Pfeiffer (n. 15 noiembrie 1965, Hamburg, RFG) este un înotător german, medaliat olimpic. A participat la 3 ediții ale Jocurilor Olimpice (1984, 1988, 1992) în care a câștigat o medalie de argint și o medalie de bronz.